# Степан Филатов
Степан Иванович Филатов (на руски: Степан Иванович Филатов) е руски офицер от Държавна сигурност (генерал-майор).
Роден е на 6 ноември (24 октомври стар стил) 1901 година в Орловска губерния в селско семейство. През Гражданската война служи в Червената армия, а от 1925 година работи в политическата полиция на тоталитарния комунистически режим, като през 1941 – 1944 година е вътрешен министър на Кабардино-Балкария. През 1946 – 1950 година ръководи съветската Държавна сигурност в окупираната германска провинция Бранденбург. От април 1950 до 5 ноември 1951 година е съветник при вътрешното министерство на България, като според оплакванията на номиналния вътрешен министър Георги Цанков на практика ръководи цялата му работа. След това е върнат на работа в Русия, а през 1954 година е уволнен от Държавна сигурност.
Степан Филатов умира на 18 август 1980 година в Москва.